# Комплекс з виробництва добрив у Мангалорі
Комплекс з виробництва добрив у Мангалорі – підприємство індійської хімічної промисловості, майданчик якого знаходиться на західному узбережжі країни у штаті Карнатака.
Розвиток заводу почався у 1976-му із виробництва аміаку, який використовували для отримання сечовини. В подальшому на майданчику також розгорнули випуску комплексних добрив – гідрофосфату амонію (азотно-фосфорне добриво, яке отримують реакцією аміаку та фосфорної кислоти) та амонію фосфату сульфату (у цьому випадку також необхідна сульфатна кислота). Власного аміаку для цього не вистачає, тому його необхідно закуповувати на ринку, так само як і фосфорну кислоту. 
Станом на початок 2020-х річна потужність підприємства становила 290 тисяч тон аміаку, 33 тисячі тон сульфатної кислоти (відповідне виробництво ввели в дію у 2006-му), 426 тисяч тон сечовини, 260 тисяч тон гідрофосфату амонію та амонію фосфату сульфату. Крім того, завод може випускати 25 тисяч тон харчового бікарбонату амонію.
Завод знаходиться неподалік від порту Мангалуру, що забезпечує гарну логістику. На підприємстві одночасно може зберігатись 10 тисяч тон аміаку, 16 тисяч тон фосфорної кислоти, 30 тисяч тон сечовини та 10 тисяч тон комплексних добрив.
Сировиною для виробництва аміаку первісно була суміш легких нафтопродуктів – naphtha (також є цінною нафтохімічною сировиною і використовується установками парового крекінгу). В 2010-х роках узялись за переведення процесу на природний газ, що стало можливим лише у 2020-му із запуском трубопроводу Кочі – Мангалуру.
Для забезпечення власних енергетичних потреб у 1985 році на майданчику запустили електростанцію, 6 генераторних установок на основі двигунів внутрішнього згоряння Wärtsilä 18V32 потужністю по 6,5 МВт. У 1988-му додали сьому генераторну установку.
Проект реалізували через компанію Malabar Chemical and Fertilizer Private Limited, яка у 1991-му була перейменована на Mangalore Chemicals and Fertilizers Limited (MCFL). Первісно воно належало Duggal Enterprises, International Develoment and Investments Company та уряду штату Карнатака, а після того, як наприкінці 1980-х опинилось у важкому фінансовому становищі, перейшло під контроль UB Group. Наразі 53,03% акцій MCFL належить індійському конгломерату Adventz Group, що контролює його через компанію Zuari Agro Chemicals Limited (ZACL).